# Andreas Choi Chang-mou
Andreas Choi Chang-mou (koreanisch 최창무; * 15. September 1936 in Munsan, damaliges Japanisches Kaiserreich, heutiges Südkorea) ist Alterzbischof von Gwangju.

## Leben
Andreas Choi Chang-mou empfing am 9. Juni 1963 die Priesterweihe und wurde in den Klerus des Erzbistums Seoul inkardiniert.  Johannes Paul II. ernannte ihn am 3. Februar 1994 zum Weihbischof in Seoul und Titularbischof von Flumenepiscense.
Der Erzbischof von Seoul, Stephen Kardinal Kim Sou-hwan, spendete ihm am 25. März  desselben Jahres die Bischofsweihe; Mitkonsekratoren waren Paul Kim Ok-kyun, Weihbischof in Seoul, und Peter Kang U-il, Weihbischof in Seoul.
Der Papst ernannte ihn am 9. Februar 1999 zum Koadjutorerzbischof von Gwangju. Nach der Emeritierung Victorinus Youn Kong-his folgte er ihm am 30. November 2000 als Erzbischof von Gwangju nach. Von seinem Amt trat er am 25. März 2010 zurück.